# Frances Fisher
Frances Louise Fisher (Milford on Sea, 11 de mayo de 1952) es una actriz estadounidense nacida en Reino Unido.
Ha aparecido en películas como Unforgiven, Titanic, Gone in Sixty Seconds y True Crime (1999).

## Biografía
Fisher nació en Milford on Sea, Hampshire, Inglaterra, hija de Olga Moen, ama de casa, y William I. "Bill" Fisher, superintendente de construcción de refinerías de petróleo. Antes de llegar a la edad de quince años, Fisher se mudó nueve veces debido al trabajo de su padre. Al terminar la escuela secundaria en Orange, Texas, Fisher trabajó como secretaria hasta que se mudó a Virginia para actuar en el Barter Theatre.
Fisher tiene una hija también actriz, Francesca Fisher Eastwood, con el actor Clint Eastwood.

## Filmografía
- The Guiding Light (1985)
- Heart (1987)
- Patty Hearst (1988)
- El cádillac rosa (1989)
- Welcome Home, Roxy Carmichael (1990)
- LA Story (1991)
- Unforgiven (1992)
- Molly & Gina (1994)
- Striptease (1996)
- Waiting for Guffman (1996)
- Wild America (1997)
- Titanic (1997) - Ruth DeWitt Bukater (Madre de Rose)
- The Audrey Hepburn Story (1999)
- The Big Tease (1999)
- 60 segundos (2000)
- House of Sand and Fog (2003)
- Laws of Attraction (2004)
- Grey's Anatomy Temporada 2 capítulo 24 (2005)
- ER Temporada 11 capítulo 14, Just as I am (2005) - Helen Kingsley (Madre biológica de Kerry Weaver)
- The Night of the White Pants (2006)
- Sex and Death 101 (2007)
- The Kingdom (2007)
- In the Valley of Elah (2007)
- My Sexiest Year (2007)
- The Shield (2008)
- A Single Woman (2008)
- The Perfect Game (2009)
- Dos hombres y medio (2010)
- The Lincoln Lawyer (2011)
- Beverly Hills Chihuahua 3 (2012) - Amelia Jones
- La huésped (2013)
- The Edge of Night (2013)
- Resurrection (2014)
- Can She Bake a Cherry Pie? (2014)
- Outlaws and Angels (2016)
- Holidate (2020)
- Disomnia (2021)
- The Sinner (serie TV) (2021)
- Reptiles (2023)[1]